# La lista de Schindler
La lista de Schindler (título original: Schindler's List) es una película estadounidense de 1993 del género de drama histórico basada en la novela de ficción histórica El arca de Schindler del escritor australiano Thomas Keneally. Dirigido y coproducido por Steven Spielberg, con guion de Steven Zaillian, el filme relata un período de la vida de Oskar Schindler, un empresario de etnia alemana que salvó de morir en el Holocausto a más de mil judíos polacos durante la Segunda Guerra Mundial empleándolos como trabajadores de sus fábricas. Los papeles protagonistas son interpretados por Liam Neeson como Schindler, Ralph Fiennes como el oficial de las SS Amon Göth y Ben Kingsley como el contable judío Itzhak Stern.
Desde 1963 se estaban barajando ideas para recrear en el cine la historia de los llamados Judíos de Schindler. Poldek Pfefferberg, que fue uno de esos judíos, convirtió en su misión vital contar la historia de Schindler. Steven Spielberg se interesó por los hechos después de que Sid Sheinberg, directivo de Universal Pictures, le enviara una reseña crítica sobre El arca de Schindler. La productora Universal compró los derechos de la novela, pero Spielberg, que no se veía preparado para dirigir una historia sobre el Holocausto, trató de pasar el proyecto a otros directores antes de decidirse finalmente a dirigirlo él.
El rodaje de la película tuvo lugar en Cracovia, Polonia, durante 72 días en el año 1993. Spielberg filmó en blanco y negro y le dio un tono documental en busca de conferir realismo a la historia. El director de fotografía Janusz Kaminski quiso dar a las imágenes de la película un sentido atemporal. John Williams compuso la galardonada banda sonora y el violinista Itzhak Perlman interpretó el tema principal.
El estreno de La lista de Schindler se celebró el 30 de noviembre de 1993 en Washington D. C. y en las salas de cine en Estados Unidos el 15 de diciembre. Considerada por muchos como una de las mejores películas en la historia del cine, el filme de Spielberg fue también un éxito de público que recaudó 321,2 millones de dólares en todo el mundo. Fue galardonada con siete premios Óscar, entre ellos mejor película, mejor director, mejor guion adaptado y mejor banda sonora, así como otras muchas distinciones —entre ellos siete BAFTA y tres premios Globo de Oro—. En 2004 la Biblioteca del Congreso de Estados Unidos la seleccionó para su preservación en el Registro Nacional de Cine y en 2007 el American Film Institute la incluyó en el puesto ocho de su lista de las cien mejores producciones estadounidenses de la historia.

## Argumento
En Cracovia, durante la Segunda Guerra Mundial, las tropas alemanas de ocupación han forzado a los judíos polacos a vivir recluidos en un gueto. El empresario Oskar Schindler (Liam Neeson), de etnia alemana y miembro del Partido Nazi, llega a la ciudad decidido a hacer fortuna y comienza por sobornar a diversos oficiales de las fuerzas armadas alemanas y de las SS. Asimismo, adquiere una fábrica para producir menaje esmaltado. Para ayudarlo en la gestión del negocio, contrata a Itzhak Stern (Ben Kingsley), un contable judío que tiene contactos en el mercado negro y en la comunidad local de empresarios hebreos y que le ayuda a financiar la factoría. Schindler mantiene relaciones amistosas con los nazis y disfruta de cierta riqueza y estatus social como «Herr Direktor», mientras Stern se ocupa de la administración. Ambos contratan empleados judíos porque sus sueldos son inferiores por imposición alemana y porque Stern busca salvar a su pueblo de la deportación a los campos de concentración convirtiéndolos en trabajadores esenciales para el esfuerzo de guerra alemán.
El oficial de las SS Amon Göth (Ralph Fiennes) es destinado a Cracovia para supervisar la construcción del campo de concentración de Płaszów y cuando este se ha terminado, ordena la liquidación del gueto judío de la ciudad. Schindler es testigo de la brutalidad de su desalojo, en el que mucha gente es fusilada y asesinada, algo que le afecta profundamente. Se fija particularmente en una niña que viste un abrigo rojo mientras huye de los nazis y cuyo cuerpo sin vida puede ver poco después entre una pila de cadáveres. A pesar de todo, Schindler procura mantener una relación cordial con Göth y las SS, para lo cual se sirve de la adulación y el soborno. El oficial alemán es un hombre sádico que dispensa un trato brutal a su criada Helen Hirsch (Embeth Davidtz) y que gusta de disparar al azar desde el balcón de su villa a los internos de Płaszów. Testigo del horror que le rodea, Schindler decide que en lugar de enriquecerse tratará de salvar el mayor número de vidas judías que le sea posible. Con este empeño de proteger a sus trabajadores, convence a Göth para permitirle construir un subcampo junto a su fábrica.
Cuando los alemanes comienzan a perder la guerra, Göth recibe la orden de enviar a los judíos de Płaszów hacia Auschwitz. Es entonces cuando Schindler le pide llevarse a sus trabajadores a una nueva fábrica de municiones a su localidad natal de Brunnlitz. El oficial accede mediante la entrega de un importante soborno. El empresario y su contable Stern redactan la «lista de Schindler», en la que figuran los nombres de sus 850 empleados, que viajarán a la nueva factoría y de esa manera escaparán de morir en Auschwitz.
Sin embargo, el tren que transporta a las mujeres y los niños acaba por error en Auschwitz-Birkenau. Schindler se ve obligado a sobornar al comandante del campo, Rudolf Höß (Hans-Michael Ehberg), con una bolsa de diamantes para que los libere. Ya en la nueva fábrica, el empresario prohíbe a los soldados de las SS que entren y anima a sus trabajadores judíos a celebrar el día sagrado del Sabbat. Durante los siguientes siete meses, Schindler gasta la mayor parte de su fortuna sobornando a militares alemanes y comprando munición ya terminada de otras empresas, pues se niega a que la fábrica produzca armamento. En 1945 se queda sin dinero, pero para entonces los alemanes han sido derrotados y la guerra en Europa ha acabado.
Como miembro del Partido Nazi con contactos en las altas esferas, Schindler debe huir ante el avance del Ejército Rojo. Los guardias de las SS han recibido la orden de matar a todos los trabajadores judíos, pero el empresario los disuade diciéndoles que pueden regresar con sus familias como hombres, en lugar de como asesinos. Se despide de sus trabajadores y se prepara para partir al oeste con la intención de rendirse a las tropas estadounidenses. Los judíos le entregan un documento en el que explican su papel en la salvación de vidas y un anillo de oro con una inscripción del Talmud: «Quien salva una vida, salva al mundo entero». Schindler se emociona, pero también se avergüenza porque cree que pudo salvar todavía más vidas. Al amanecer del día siguiente, un soldado soviético llega a la fábrica y anuncia a los trabajadores que han sido liberados. Todos parten de inmediato y caminan hasta la localidad más cercana.
Después de unas escenas en la que vemos la ejecución de Amon Göth y una reseña de la vida de Schindler tras la guerra, las imágenes en blanco y negro dejan paso a una escena en color de los auténticos judíos de Schindler rindiendo tributo a su salvador en Jerusalén. Acompañados de los actores que les dan vida en el filme, cada uno deja una piedra sobre la tumba del empresario. En la última escena, el actor Liam Neeson coloca un par de rosas.

## Reparto principal
El actor norirlandés Liam Neeson realizó una audición al inicio del proyecto para interpretar a Schindler y fue contratado en diciembre de 1992, después de que Spielberg le viera actuar en la obra Anna Christie en Broadway. Warren Beatty participó en una lectura del guion, pero a Spielberg le preocupaba que no pudiera disimular su acento y que además arrastraba el «bagaje de una estrella». Kevin Costner y Mel Gibson expresaron interés en el papel protagonista, pero el director prefirió contar con un actor menos conocido como Neeson para que la fama del intérprete no ensombreciera al personaje. A Neeson le parecía que Schindler disfrutaba engañando a los nazis y que le consideraban un poco bufón: «No le tomaban en serio y él se aprovechó de ello». Para ayudarle en la preparación del papel, Spielberg le mostró a Neeson algunas filmaciones del presidente de Time Warner, Steve Ross, un hombre con un carisma que el cineasta comparó con el de Schindler. Asimismo, fue capaz de encontrar una grabación de Schindler —que había muerto en 1974— hablando, la cual Neeson estudió para imitar correctamente su entonación.
Ralph Fiennes fue seleccionado como Amon Göth después de que Spielberg viera sus interpretaciones en las películas A Dangerous Man: Lawrence After Arabia y Cumbres Borrascosas (1992). Sobre sus audiciones, el cineasta dijo que «Vi el mal sexual. Es todo cuestión de sutileza: había momentos de bondad en sus ojos y justo después una mirada heladora». Fiennes debió engordar trece kilos para el papel, visionó noticiarios antiguos y habló con supervivientes del Holocausto que conocieron al verdadero Göth. Sobre su interpretación, el actor dijo: «Me acerqué a su dolor, dentro de él hay un ser humano fracturado y miserable. No sé qué pensar de él, me da lástima. Es como una muñeca sucia y maltratada que me dieron y que llegué a sentir». Los médicos Samuel J. Leistedt y Paul Linkowski de la Universidad Libre de Bruselas describen el personaje de Göth en la película como un psicópata clásico. Fiennes se parecía tanto a Göth con el traje de las SS, que cuando la superviviente Mila Pfefferberg lo conoció, tembló de miedo.
El personaje de Itzhak Stern, interpretado por Ben Kingsley, es una conjunción del contable Stern, el gerente de la fábrica Abraham Bankier y el secretario personal de Göth, Mietek Pemper. El personaje sirve como alter ego y conciencia de Schindler. Kingsley era un actor muy conocido porque había ganado el premio Óscar a mejor actor por interpretar a Mahatma Gandhi en la película de 1982.
En total, hay 126 personajes con diálogo en la película y miles de extras fueron contratados durante la filmación. Spielberg seleccionó a actores israelíes para los personajes judíos e intérpretes polacos por su apariencia física de Europa del Este. Los actores alemanes eran reacios a vestir el uniforme de las SS, pero algunos de ellos acabaron agradeciendo a Spielberg la experiencia catártica que les supuso trabajar en la película. A mitad del rodaje, el director concibió el epílogo, en el que 128 supervivientes rinden tributo en la tumba de Schindler en Jerusalén. Para ello, los productores se apresuraron a localizar a los judíos de Schindler por medio mundo y reunirlos para filmar la escena. Finalmente, el elenco lo conformaron:
- Liam Neeson como Oskar Schindler.
- Ben Kingsley como Itzhak Stern.
- Ralph Fiennes como Amon Göth.
- Caroline Goodall como Emilie Schindler.
- Jonathan Sagall como Poldek Pfefferberg.
- Embeth Davidtz como Helen Hirsch.
- Małgorzata Gebel como Wiktoria Klonowska.
- Mark Ivanir como Marcel Goldberg.
- Beatrice Macola como Ingrid.
- Andrzej Seweryn como Julian Scherner.
- Friedrich von Thun como Rolf Czurda.
- Jerzy Nowak como un inversor.
- Norbert Weisser como Albert Hujar.
- Miri Fabian como Chaja Dresner.
- Anna Mucha como Danka Dresner.
- Adi Nitzan como Mila Pfefferberg.
- Piotr Polk como Leo Rosner.
- Rami Heuberger como Joseph Bau.
- Ezra Dagan como el rabino Menasha Lewartow.
- Elina Löwensohn como Diana Reiter.
- Hans-Jörg Assmann como Julius Madritsch.
- Hans-Michael Rehberg como Rudolf Höß.
- Daniel Del Ponte como Josef Mengele.
- Oliwia Dąbrowska como la niña de rojo.

## Producción

### Desarrollo
Poldek Pfefferberg, uno de los judíos de Schindler, convirtió en su misión vital que se conociera la historia de su salvador. En 1963 intentó que la productora de cine Metro-Goldwyn-Mayer realizara una película biográfica con guion de Howard Koch, pero el acuerdo se rompió. En 1982 el escritor australiano Thomas Keneally publicó su novela histórica El arca de Schindler, que había escrito después de un encuentro fortuito con Pfefferberg en Los Ángeles en 1980. Sid Sheinberg, entonces presidente de MCA, le envió al director Steven Spielberg la reseña sobre el libro que había publicado el periódico New York Times. El cineasta, de religión judía, quedó fascinado por la historia de Schindler y preguntó si no se trataba de una broma: «Me sentí atraído por la naturaleza paradójica del personaje» y se preguntó: «¿Qué podría llevar a un hombre como este a coger todo el dinero que tenía y destinarlo a salvar esas vidas?». Spielberg expresó el suficiente interés como para que Universal Pictures comprara los derechos de la novela. En su primer encuentro con Pfefferberg, Spielberg le dijo que empezaría a rodar en diez años. En los créditos finales de la película Pfefferberg aparece como consultor bajo el nombre de Leopold Page.

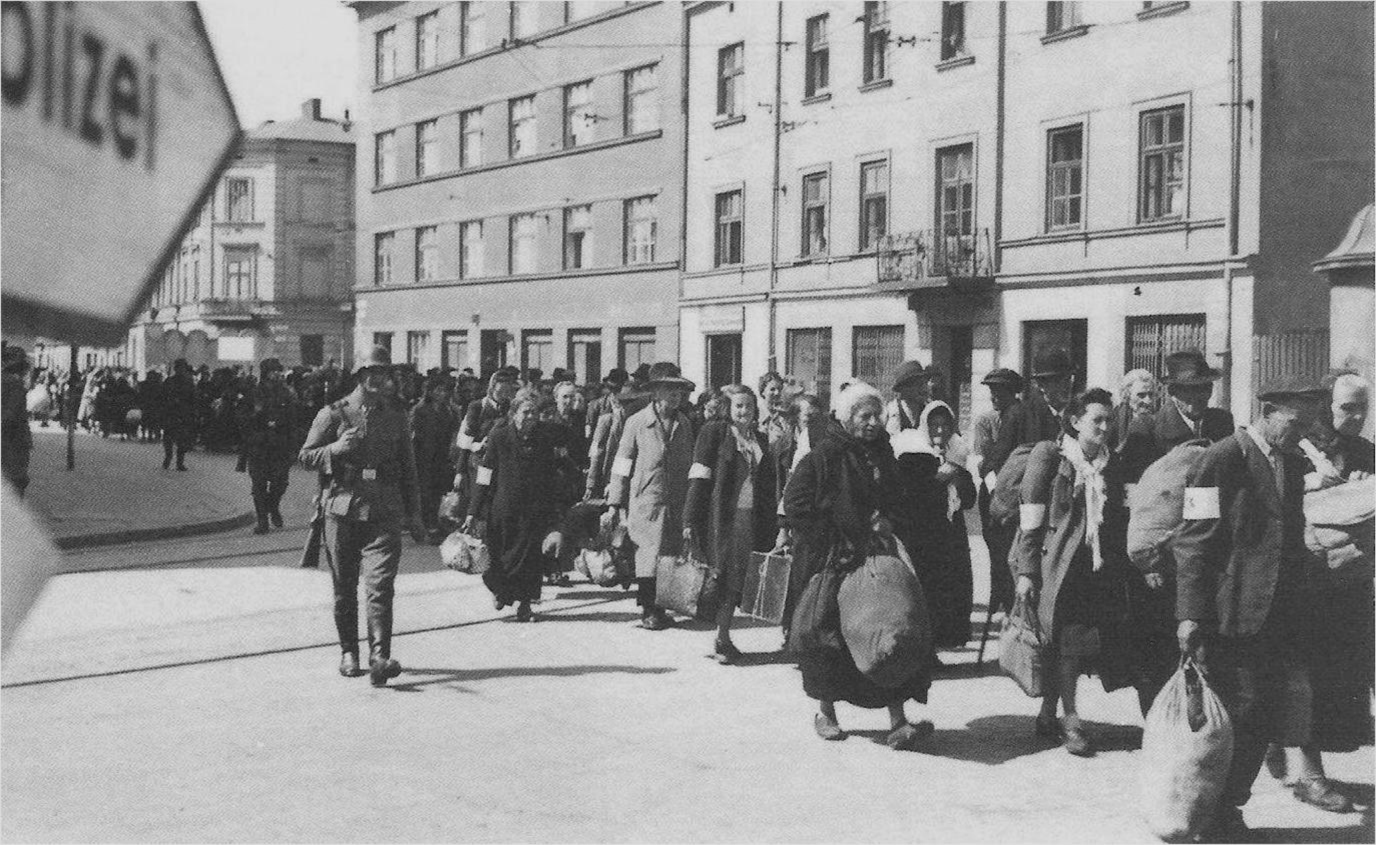
La liquidación del gueto de Cracovia en marzo de 1943 es recreada en la película en una secuencia de 15 minutos

Spielberg no creía ser todavía lo suficientemente maduro para abordar una película sobre el Holocausto, y el proyecto quedó «en su conciencia culpable». Por ello, trató de pasar la película al director Roman Polanski, que la rechazó. La madre de Polanski fue asesinada en Auschwitz y él había sobrevivido al gueto de Cracovia. Este cineasta acabaría rodando su propia película sobre el tema, la alabada El pianista (2002). Spielberg también ofreció el proyecto a los directores Sydney Pollack y Martin Scorsese, quien estuvo asignado al mismo hasta 1988. A pesar de todo, Spielberg no estaba convencido de dejar el filme en manos de Scorsese, pues pensaba que «habría dejado ir una oportunidad de hacer algo por mis hijos y mi familia sobre el Holocausto». Así, le ofreció a Scorsese dirigir en su lugar la nueva versión de El cabo del miedo (1991). Billy Wilder expresó cierto interés en dirigir la película como homenaje a su familia, ya que la mayor parte había muerto durante el Holocausto.
Steven Spielberg decidió finalmente dirigir el proyecto cuando se percató de que el negacionismo del Holocausto estaba ganando fuerza. Con el ascenso del movimiento neonazi tras la caída del muro de Berlín, se sentía preocupado porque la gente parecía aceptar demasiado la intolerancia, como sucedió en la década de 1930. Sid Sheinberg le dio luz verde al proyecto con una condición: que Spielberg dirigiera antes Parque Jurásico (1993). Sobre esto dijo el cineasta: «Sabía que una vez que dirigiera La lista de Schindler, no sería capaz de hacer Parque Jurásico». La producción recibió un modesto presupuesto de 22 millones de dólares porque las películas sobre el Holocausto solían ser poco rentables. Además, el director no cobró ningún salario porque pensaba que no era ético aceptarlo y que el filme sería un fracaso comercial.
En 1983 se había contratado al propio Keneally para que adaptara al cine su novela. El escritor entregó un guion de 220 páginas que se centraba en las relaciones sentimentales de Schindler, aunque él mismo admitió que no condensó lo suficiente la historia. Por eso, Spielberg contrató a Kurt Luedtke, autor del guion de Memorias de África (1985), aunque renunció cuatro años después porque consideraba el cambio de parecer de Schindler demasiado increíble. Durante su etapa como director del filme, Scorsese contrató al guionista Steven Zaillian y cuando este devolvió un libreto de 115 páginas, a Spielberg le pareció demasiado corto y le pidió ampliarlo hasta las 195 páginas. Spielberg quería que la historia se centrara más en los judíos y que la transición del empresario fuera gradual y ambigua, no una revelación o epifanía repentina. Extendió la escena de la liquidación del gueto de Cracovia porque «sentía de verdad que la secuencia tenía que ser algo muy duro de presenciar».

### Rodaje

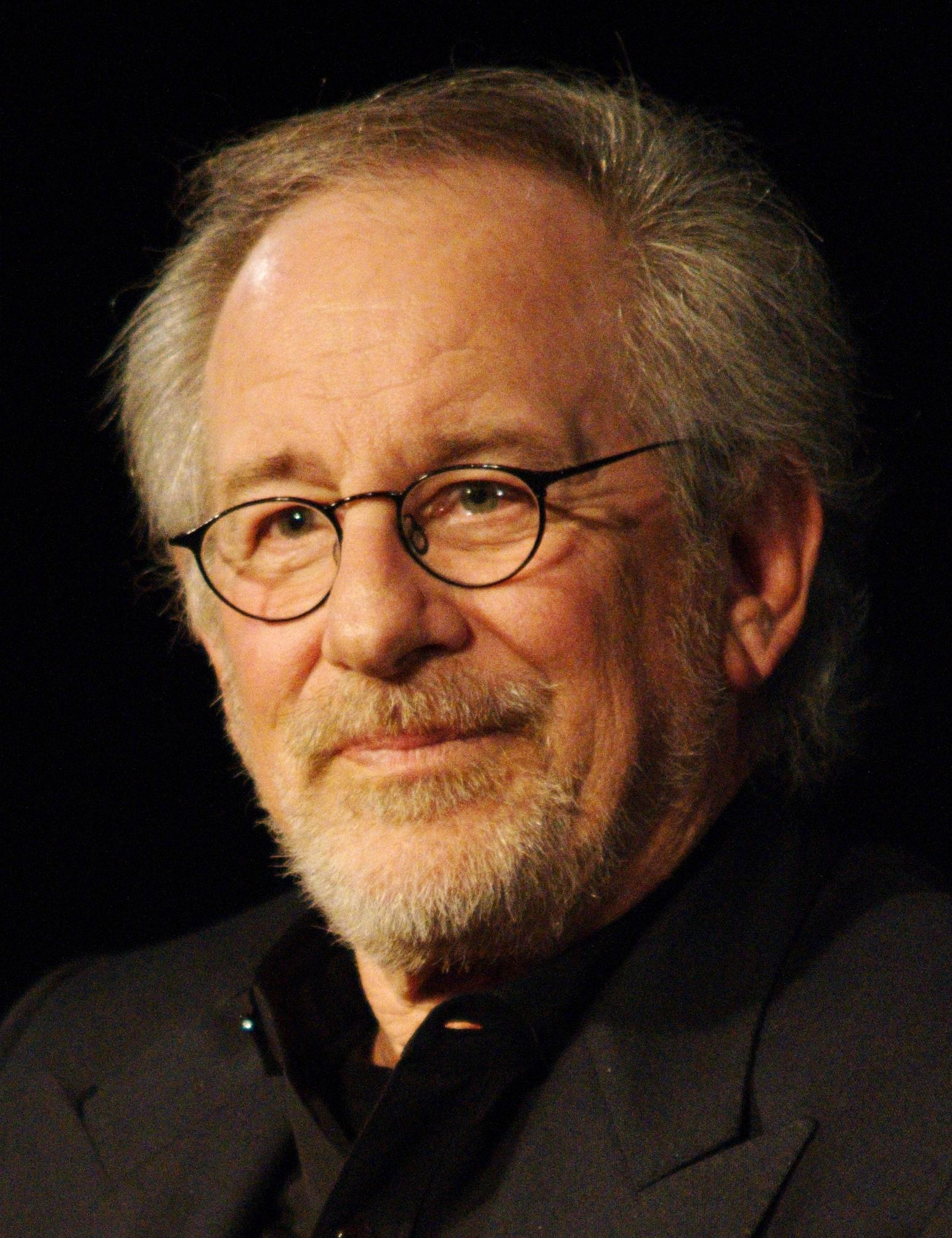
Steven Spielberg, director y coproductor de La lista de Schindler (foto de 2012)

El rodaje arrancó el 1 de marzo de 1993 en Cracovia, Polonia, con una duración prevista de 75 días. El equipo rodó en los lugares en los que sucedieron los hechos reales o muy cerca de estos, aunque el campo de Płaszów tuvo que ser recreado en una cantera abandonada cercana porque desde el lugar del campo original eran visibles numerosas edificaciones modernas. Las escenas del interior de la fábrica Emalia de Schindler se rodaron en una factoría similar en Olkusz, mientras que sus exteriores y las vistas de su escalera son la auténtica fábrica. Al equipo de la película no se le permitió hacer un rodaje prolongado o construir decorados en los terrenos de Auschwitz, por lo que levantaron una réplica muy cerca de la entrada.
Por otra parte, hubo algunos incidentes antisemitas durante la filmación. Fue el caso de una mujer que al ver a Ralph Fiennes ataviado con el uniforme de las SS le espetó que «Los alemanes eran una gente encantadora. No mataron a nadie que no se lo mereciera». Cerca de los lugares de rodaje se hicieron pintadas antisemitas, mientras que el actor Ben Kingsley estuvo a punto de pegarse con un anciano empresario de habla alemana que insultó al actor israelí Michael Schneider. A pesar de todo, Spielberg contó que «los actores alemanes asistieron a la celebración judía Pésaj, lucieron kipá en la cabeza y pronunciaron hagadá al tiempo que los actores israelíes les explicaban sus significados. Y esta familia de actores se sentó a la misma mesa y la raza y la cultura se dejaron atrás».
| «Me golpeó en la cara mi vida personal. Mi educación. Mi judaísmo. Las historias que mis abuelos me contaron sobre la Shoá. Y la vida judía fue volviendo a mi corazón. Lloraba todo el tiempo». —Steven Spielberg sobre sus emociones durante el rodaje. |

Filmar La lista de Schindler fue algo muy emotivo para Steven Spielberg porque el tema tratado le obligaba a rememorar pasajes de su infancia, como el antisemitismo que tuvo que encarar. Le sorprendió no llorar cuando visitó Auschwitz, sino que se sintió lleno de indignación. El director fue uno de los muchos miembros del equipo que no se vio con fuerzas para presenciar el rodaje de la escena en que los judíos ancianos son obligados a correr desnudos delante de los médicos nazis que están seleccionando a los que serán enviados a la muerte en Auschwitz. Spielberg comentó que se sintió más como un reportero que como un cineasta: él diseñaba las escenas y luego veía los acontecimientos desarrollarse, como un espectador en lugar de un creador de cine. Varias actrices sufrieron crisis de ansiedad durante la escena de la ducha, entre ellas una mujer que había nacido en un campo de concentración. Spielberg, su esposa Kate Capshaw y sus cinco hijos vivieron en una casa alquilada a las afueras de Cracovia durante el rodaje. Tiempo después el director agradeció a su mujer «por rescatarme durante 92 días seguidos… cuando las cosas se volvieron demasiado insoportables». El actor Robin Williams lo telefoneó para darle ánimos, dado el dramatismo del rodaje del filme. Además, Spielberg empleaba cada tarde varias horas en el montaje de Parque Jurásico, película que tenía su estreno programado para junio de 1993.
En algunas escenas el director quiso que se hablara en los idiomas alemán y polaco para recrear la sensación de estar en el pasado. De hecho, en un principio consideró hacer la película enteramente en estos idiomas con subtítulos, pero decidió que «la lectura requiere mucha atención. Podría haber sido una excusa para quitar los ojos de la pantalla y mirar a otro lado».

### Fotografía
Influido por el documental francés de 1985 Shoah, Spielberg decidió prescindir del uso del habitual guion gráfico y filmar como si estuviera creando un documental. El cuarenta por ciento del metraje se rodó cámara en mano y el escaso presupuesto obligó a filmar muy deprisa. Spielberg cree que esto le dio a su película espontaneidad e inmediatez. Asimismo, prescindió del uso del steadicam, de planos elevados y del zum, «todo lo que yo pudiera considerar una red de seguridad». Esto hizo madurar al director, que pensó que hasta entonces se había dedicado únicamente a rendir tributo a directores clásicos como Cecil B. DeMille o David Lean.
La decisión de crear una película casi enteramente en blanco y negro contribuyó al estilo documental de las imágenes, comparadas por el director de fotografía del filme, Janusz Kaminski, con el cine expresionista alemán y el neorrealismo italiano. Kaminski también dijo que su intención fue dar la impresión de atemporalidad al filme, para que los espectadores «no pudieran saber cuándo se había hecho». Spielberg decidió recurrir al blanco y negro para simular el metraje de un documental auténtico de la época. El presidente de Universal Pictures, Tom Pollock, le pidió filmar en un negativo a color, para así permitir crear y vender copias VHS en color de la película, pero el director se negó porque eso habría «embellecido los hechos».

### Banda sonora
John Williams, colaborador habitual de Spielberg, escribió la banda sonora original de la película. El compositor quedó asombrado con el filme y pensó que iba a ser un desafío demasiado grande. Le dijo a Spielberg: «Necesitas un compositor mejor que yo para esta película», y el director le contestó «Lo sé. ¡Pero están todos muertos!». Itzhak Perlman interpreta el tema principal al violín. Recordando La lista de Schindler, Perlman dijo que le parecía asombroso lo auténtico que sonaba todo lo que había escrito Williams y que había aceptado participar en cuanto se lo propusieron porque el tema de la película era importante para él como judío y que de esa manera podría contribuir a que la historia se conociera y se sintiera de nuevo.
En la escena en la que los nazis liquidan el gueto suena la canción popular Oyfn Pripetshik —«En la cocina», en yidis: אויפֿן פּריפּעטשיק— cantada por un coro infantil. Era una canción que Spielberg recuerda que le cantaba a menudo su abuela Becky. Los solos de clarinete que también se escuchan en el filme fueron interpretados por Giora Feidman. John Williams ganó el premio Óscar a la mejor banda sonora por La lista de Schindler, su quinta estatuilla.

### Doblaje al español
| Personaje          | Actor            | Doblaje de Hispanoamérica | Doblaje de España   |
| ------------------ | ---------------- | ------------------------- | ------------------- |
| Oskar Schindler    | Liam Neeson      | José Lavat                | Salvador Vidal      |
| Itzhak Stern       | Ben Kingsley     | Humberto Vélez            | Mario Gas           |
| Amon Goeth         | Ralph Fiennes    | Rolando de Castro         | Juan Antonio Bernal |
| Emilie Schindler   | Caroline Goodall | Cristina Camargo          | Silvia Castelló     |
| Poldek Pfefferberg | Jonathan Sagall  | Salvador Delgado          | Paco Gazquéz        |
| Helen Hirsch       | Embeth Davidtz   | Dulce Guerrero            | Vicky Peña          |

## Temas y simbolismo
La película explora el tema del bien contra el mal y usa a su protagonista como «el buen alemán», un personaje popular en el cine estadounidense. Mientras que Amon Göth es presentado como la maldad personificada, Schindler evoluciona gradualmente de apoyar al nazismo a rescatador y héroe. Asimismo, se introduce otro tema, la redención, cuando Schindler, un empresario con pocos escrúpulos que se mueve en los límites de la respetabilidad, se convierte en una figura paternal responsable de salvar las vidas de más de mil personas.

### La niña de rojo
Aunque la película está filmada casi enteramente en blanco y negro, aparece un abrigo de llamativo color rojo que viste una niña durante el brutal desalojo del gueto de Cracovia. Más tarde Schindler ve su cadáver, reconocible por la prenda roja. Spielberg dijo que esa nota de color pretendía simbolizar cómo los miembros del más alto nivel del gobierno de Estados Unidos sabían que el Holocausto estaba ocurriendo y no hicieron nada por evitarlo. «Era tan obvio como una niña vestida con abrigo rojo, caminando calle abajo, y a pesar de ello no se hizo nada, como bombardear las vías férreas alemanas. Nada se hizo para pararlo… la aniquilación de los judíos europeos [...] Así que ese era mi mensaje al incluir el color en esa escena». Andy Patrizio, de IGN, señala que el momento en el que Schindler ve a esa niña es el instante en el que cambia de punto de vista, «nunca más vería con indiferencia desde su coche el humo y las cenizas de las pilas de cadáveres ardiendo». El profesor André H. Caron, de la Universidad de Montreal, se pregunta si el rojo simboliza «inocencia, esperanza o la sangre roja del pueblo judío siendo sacrificado en el horror del Holocausto».
La niña fue interpretada por la polaca Oliwia Dąbrowska, que tenía tres años cuando rodó la escena. Spielberg le pidió a Dąbrowska que no viera la película hasta que fuera mayor de edad, pero la vio con once años y quedó «horrorizada». Después de revisitar el filme en la edad adulta, se sintió orgullosa de haber participado en ella. Aunque no fue intencionado, el personaje es similar a Roma Ligocka, una niña del gueto de Cracovia que vestía un abrigo rojo y que, a diferencia de la niña de la película, sobrevivió al Holocausto. Después del estreno del largometraje, ella escribió y publicó su propia historia, La niña del abrigo rojo: memorias. Según una entrevista de 2014 a miembros de la familia, la niña del abrigo rojo fue inspirada por la residente de Cracovia Genya Gitel Chil.

### Velas
La película comienza con la escena de una familia celebrando el Sabbat. Spielberg dijo que «iniciar la película con el encendido de las velas… Sería enriquecedor, comenzar con una celebración normal del Sabbat antes de que se desaten las atrocidades contra los judíos». Cuando el color de la llama se desvanece en los instantes iniciales, da paso a un mundo en el que el humo simboliza los cuerpos siendo quemados en Auschwitz. Solo al final, cuando Schindler anima a sus trabajadores a celebrar el Sabbat, las imágenes de la llama de la vela recuperan su candor, algo que según Spielberg representa «un destello de color y de esperanza». Sara Horowitz, directora del Centro Koschitzky de Estudios Judíos de la Universidad de York, ve esas velas como un símbolo de los judíos de Europa, asesinados y luego incinerados en los crematorios. Las dos escenas son como un paréntesis de la era nazi, marcan su inicio y su final. Puntualiza que normalmente es la mujer de la casa la que enciende las velas del Sabbat, aunque en la película es el hombre quien las prende demostrando no solo el papel servil de las mujeres, sino también la posición de sumisión de los hombres judíos ante los arios, especialmente Göth y Schindler.

### Otros simbolismos
Para Spielberg, la presentación en blanco y negro de la película representaba al propio Holocausto: «El Holocausto fue la vida sin luz. Para mí el símbolo de la vida es el color. Es por ello por lo que un filme sobre el Holocausto debe ser en blanco y negro». El historiador Robert Gellately opina que la película en su conjunto debe ser vista como una metáfora sobre el Holocausto, en la que una violencia esporádica se incrementa en un crescendo de muerte y destrucción. También establece un paralelismo entre la situación de los judíos en el largometraje y el debate en la Alemania nazi entre usarlos como trabajadores esclavos o directamente exterminarlos. Alan Mintz, profesor de Estudios sobre el Holocausto del Seminario Teológico Judío de América en Nueva York, añadió que el agua se usa en la cinta como elemento liberador y pone como ejemplo la escena en la que Schindler riega con una manguera un tren repleto de víctimas que espera su traslado, y también la secuencia de Auschwitz en la que las mujeres reciben una ducha de verdad en lugar de ser gaseadas.

## Estreno
La lista de Schindler se estrenó en los cines estadounidenses el 15 de diciembre de 1993. Al final de su exhibición en salas, el 29 de septiembre de 1994, había obtenido 96,1 millones de dólares en ganancias en Estados Unidos y 321,2 millones en todo el mundo. En Alemania, donde se exhibió en quinientas salas de cine, la película fue vista por más cien mil personas tan solo en su primera semana y en total la vieron seis millones. Fue una de las películas más vistas de ese año en ese país y en todo el planeta.
La cinta de Spielberg se emitió en la televisión estadounidense por vez primera en la NBC el 23 de febrero de 1997. El pase del filme se hizo sin cortes publicitarios, fue la tercera emisión más vista de esa semana y la película más vista en la NBC desde la emisión de Parque Jurásico en mayo de 1995. En la televisión pública israelí se pudo ver en el Yom HaShoah —Día del recuerdo del Holocausto— de 1998.
El DVD de La lista de Schindler se puso a la venta el 9 de marzo de 2004 con una edición de disco de doble cara que dividía la película en dos mitades. Entre los contenidos especiales había un documental presentado por Spielberg. También se vendió una edición especial limitada que contenía, además de la película, un ejemplar de la novela de Keneally, la banda sonora de Williams en CD y un álbum fotográfico titulado Schindler's List: Images of the Steven Spielberg Film, todo dentro de una caja de plexiglás. El set de regalo en Laserdisc era una edición limitada que incluía la banda sonora, la novela original y un álbum exclusivo. Como parte del vigésimo aniversario, la cinta se estrenó en alta definición en un disco Blu-ray el 5 de marzo de 2013.
Gracias al éxito de su película, el cineasta Steven Spielberg creó la Fundación de Historia Visual Supervivientes de la Shoá, una organización sin ánimo de lucro con el objetivo de conformar un archivo de testimonios filmados de la mayor cantidad posible de supervivientes del Holocausto para así preservar sus historias. El director sigue financiando a esta fundación. Asimismo, Spielberg empleó las ganancias del largometraje para financiar varios documentales, como Recordando a Ana Frank (1995), The Lost Children of Berlin (1996) y The Last Days (1998).

## Recepción

### Opiniones de la crítica
La lista de Schindler fue aclamada tanto por la crítica especializada como por el público. En Rotten Tomatoes cuenta con un 96 % de reseñas positivas de un total de 85 y el consenso crítico de este sitio web dice que «La lista de Schindler combina el horror abyecto del Holocausto con el humanismo de Steven Spielberg para crear la obra maestra dramática del director». Estadounidenses como la presentadora Oprah Winfrey y el entonces presidente Bill Clinton instaron a sus compatriotas a verla. Muchos líderes mundiales también la vieron y algunos se reunieron en persona con Spielberg. CinemaScore informó que los espectadores le habían otorgado la nota más alta, A+.
Stephen Schiff de The New Yorker la definió como el mejor drama histórico sobre el Holocausto, una película que «ocupará su lugar en la historia cultural y ahí se quedará». Roger Ebert del Chicago Sun-Times la describió como la mejor de Spielberg, «brillantemente interpretada, escrita y dirigida», además de situarla entre sus diez películas favoritas de 1993. Terrence Rafferty, también en The New Yorker, admiró su «audacia narrativa y visual, así como su emocionalidad directa». Destacó las actuaciones de Neeson, Fiennes, Kingsley y Davidtz, que en su opinión merecían un elogio especial, y señaló la escena de la ducha en Auschwitz como «la secuencia más terrorífica jamás filmada». En su guía cinematográfica publicada en 2013, Leonard Maltin distinguió el filme con cuatro estrellas, el máximo, por ser «una asombrosa adaptación de la novela de Keneally, que luce y se siente como algo que Hollywood no había hecho antes». Asimismo, la describe como «la película más intensa y personal rodada por Spielberg hasta la fecha». James Verniere del Boston Herald señaló la contención y falta de sensacionalismo del largometraje y la definió como «una aportación importantísima al campo de estudio del Holocausto». En su reseña para el New York Review of Books, el crítico británico John Gross afirmó que sus dudas sobre una historia excesivamente sentimental «estaban totalmente fuera de lugar. Spielberg demuestra una firme comprensión moral y emocional del tema. La película es un logro sobresaliente». Alan Mintz puntualiza que incluso los mayores detractores de la película admiraron la «brillantez visual» de la secuencia de quince minutos de la liquidación del gueto, que en su opinión es «realista e impactante». Opina además que la cinta ha hecho mucho por devolver el recuerdo del Holocausto, que no debe ser olvidado aunque sus supervivientes vayan muriendo y desaparezcan así los enlaces directos con la catástrofe. El estreno de la película inició en Alemania un debate público sobre por qué no hubo más alemanes que prestaran ayuda.
La película también fue criticada negativamente, más por parte del mundo académico que por la prensa generalista. Sara Horowitz comentó que gran parte de la actividad que se ve en el gueto son transacciones financieras como préstamos, mercado negro u ocultación de riqueza, algo que perpetúa el estereotipo de la vida judía. Señala asimismo que, aunque la representación de la mujer refleja acertadamente la ideología nazi, no se exploran adecuadamente su bajo estatus y la relación entre violencia y sexualidad. El profesor de Historia de la Universidad Brown, Omer Bartov, comenta que los personajes fuertes y físicamente imponentes de Schindler y Göth ensombrecen a las víctimas judías, que en su mayor parte son menudas, escurridizas y asustadas, por lo que estamos ante un mero escenario para la lucha del bien contra el mal. Horowitz también incide en que la absoluta dicotomía de bien contra mal en la película ignora totalmente el hecho de que la mayoría de los perpetradores del Holocausto fuera gente común y en que no se explora cómo el pueblo alemán racionalizó su conocimiento o participación en el Holocausto. El escritor Jason Epstein comentó que la película da la impresión de que, si la gente era lo suficientemente inteligente o lo suficientemente afortunada, podría sobrevivir al Holocausto, aunque esto no fue realmente así. Spielberg respondió a las críticas a la escena en que Schindler rompe a llorar en su despedida afirmando que era necesaria para transmitir la sensación de pérdida y ofrecer al espectador una oportunidad de llorar también junto con los personajes.

### Opiniones de otros cineastas
La lista de Schindler fue también muy bien recibida por otros profesionales de la industria del cine. El director Billy Wilder le escribió a Spielberg para decirle: «No podían haber encontrado a un hombre mejor. Esta película es la absoluta perfección». Roman Polanski, que rechazó dirigirla, dijo después: «Ciertamente yo no podría haber hecho un trabajo mejor que el de Spielberg porque no podría haber sido tan objetivo como él». Además, dijo que había sido una influencia para su película de 1995, La muerte y la doncella. El éxito de La lista de Schindler llevó al director Stanley Kubrick a abandonar su propio proyecto sobre el Holocausto, Aryan Papers, que habría tratado sobre un muchacho judío y su tía que sobreviven a la guerra ocultándose por toda Polonia y simulando ser católicos. Cuando su guionista Frederic Raphael dijo que el filme de Spielberg era una buena representación del Holocausto, Kubrick comentó: «¿Piensas que es sobre el Holocausto? El Holocausto fue el asesinato de más de seis millones de personas. La lista de Schindler trata sobre 600 que sobrevivieron» —en realidad, Schindler salvó a más de 1200 judíos—.
El director francés Jean-Luc Godard acusó a Spielberg de usar su película para ganar dinero con una tragedia mientras la viuda de Schindler, Emilie Schindler (1907–2001), vivía en la pobreza en Argentina. Thomas Keneally afirmó que nunca se le retribuyeron sus aportaciones. El cineasta alemán Michael Haneke criticó la secuencia en la que las trabajadoras de Schindler son enviadas accidentalmente a Auschwitz y se reúnen en las duchas: «Hay una escena en esa película en la que no sabemos si de las duchas del campo sale agua o gas. Solo haces algo así con una audiencia ingenua como la estadounidense. No es un uso apropiado de la forma. Spielberg lo quiso hacer bien, pero fue tonto».
La película fue atacada por Claude Lanzmann, director de un documental sobre el Holocausto, Shoah, quien definió La lista de Schindler como un «melodrama kitsch» y una «deformación» de la verdad histórica porque en su opinión «la ficción es una transgresión, estoy totalmente convencido de que se debe prohibir la representación [del Holocausto]». Lanzmann también atacó a Spielberg por mostrar el Holocausto a través de los ojos de un alemán, afirmando que «es el mundo al revés». Se quejó diciendo que «Pensaba que había un antes y un después de la Shoá, y que después de la Shoá, ciertas cosas ya no se podían hacer. Spielberg las hizo de todos modos».

### Reacción de la comunidad judía
En un simposio de 1994 sobre la película organizado por la revista The Village Voice, la historiadora Annette Insdorf describió cómo su madre, superviviente de los campos de concentración, sintió gratitud porque la historia del Holocausto finalmente fuera contada en una gran película que todo el mundo viera. El escritor judío húngaro Imre Kertész, también sobreviviente del Holocausto, creía que era imposible retratar la vida en un campo de concentración nazi para alguien que no lo hubiera experimentado de primera mano. Al tiempo que elogiaba a Spielberg por acercar la historia al gran público, consideraba que la escena final de homenaje en el cementerio de Jerusalén obviaba las terribles secuelas que experimentaron los supervivientes e implicaba que no sufrían traumas emocionales. El rabino Uri D. Herscher encontró la película como una demostración de humanismo «atractiva» y «edificante». Norbert Friedman apuntó que, al igual que otros supervivientes de la tragedia, reaccionó con un sentimiento de solidaridad hacia Spielberg que él normalmente reservaba para otros supervivientes. Albert L. Lewis, rabino y maestro de Spielberg en su infancia, describió la película como «el regalo de Steven a su madre, a su pueblo y en cierto sentido a él mismo. Ahora es un ser humano completo».

## Premios y distinciones
La lista de Schindler fue incluida en varias listas de las mejores películas de la historia del cine, como la recopilada para la revista Time por los críticos Richard Corliss y Richard Schickel, la lista elaborada en 1995 fruto de una encuesta de la revista Time Out y los cien filmes imprescindibles del siglo en opinión de Leonard Maltin. La Santa Sede la incluyó entre las 45 mejores películas de la Historia. Una encuesta del Channel 4 británico del año 2005 designó a La lista de Schindler como la cuarta mejor película de todos los tiempos. Críticos de cine prestigiosos como James Berardinelli, Roger Ebert y Gene Siskel la consideraron la mejor película de 1993. La Biblioteca del Congreso de Estados Unidos la consideró «culturalmente significativa» y por ello la seleccionó para ser conservada en su Registro Nacional de Cine en 2004. Spielberg ganó el premio del Sindicato de Directores a la mejor dirección y también el del Sindicato de Productores, este compartido con Branko Lustig y Gerald R. Molen. Steven Zaillian fue distinguido con el premio del Sindicato de Guionistas de Estados Unidos al mejor guion adaptado.
La celebrada película también ganó el galardón a mejor película del Consejo Nacional de Crítica de Cine, además de los premios a mejor película, director, actor secundario —Fiennes— y fotografía de la Sociedad Nacional de Críticos de Cine de Estados Unidos. El Círculo de Críticos de Cine de Nueva York también le otorgó sus premios al mejor filme, mejor actor secundario —Fiennes— y mejor director de fotografía. Por su parte, la Asociación de Críticos de Cine de Los Ángeles la premió como mejor película, mejor fotografía —compartido con El piano— y mejor diseño de producción. En el resto del mundo la película de Spielberg recibió innumerables premios y distinciones.

### Premios Óscar
| Año  | Categoría                 | Receptor                                            | Resultado |
| ---- | ------------------------- | --------------------------------------------------- | --------- |
| 1993 | Mejor película            | Mejor película                                      | Ganadora  |
| 1993 | Mejor dirección           | Steven Spielberg                                    | Ganador   |
| 1993 | Mejor actor principal     | Liam Neeson                                         | Nominado  |
| 1993 | Mejor actor de reparto    | Ralph Fiennes                                       | Nominado  |
| 1993 | Mejor guion adaptado      | Steven Zaillian                                     | Ganador   |
| 1993 | Mejor fotografía          | Janusz Kaminski                                     | Ganador   |
| 1993 | Mejor banda sonora        | John Williams                                       | Ganador   |
| 1993 | Mejor montaje             | Michael Kahn                                        | Ganador   |
| 1993 | Mejor dirección artística | Allan Starski Ewa Braun                             | Ganadores |
| 1993 | Mejor vestuario           | Anna B. Sheppard                                    | Nominada  |
| 1993 | Mejor maquillaje          | Christina Smith Matthew W. Mungle Judith A. Cory    | Nominados |
| 1993 | Mejor sonido              | Andy Nelson Steve Pederson Scott Millan Ron Judkins | Nominados |

### Premios Globos de Oro
| Año: | Categoría                     | Receptor               | Resultado |
| ---- | ----------------------------- | ---------------------- | --------- |
| 1993 | Mejor película - Drama        | Mejor película - Drama | Ganadora  |
| 1993 | Mejor dirección               | Steven Spielberg       | Ganador   |
| 1993 | Mejor actor principal - Drama | Liam Neeson            | Nominado  |
| 1993 | Mejor actor de reparto        | Ralph Fiennes          | Nominado  |
| 1993 | Mejor guion                   | Steven Zaillian        | Ganador   |
| 1993 | Mejor banda sonora            | John Williams          | Nominado  |

## Controversias

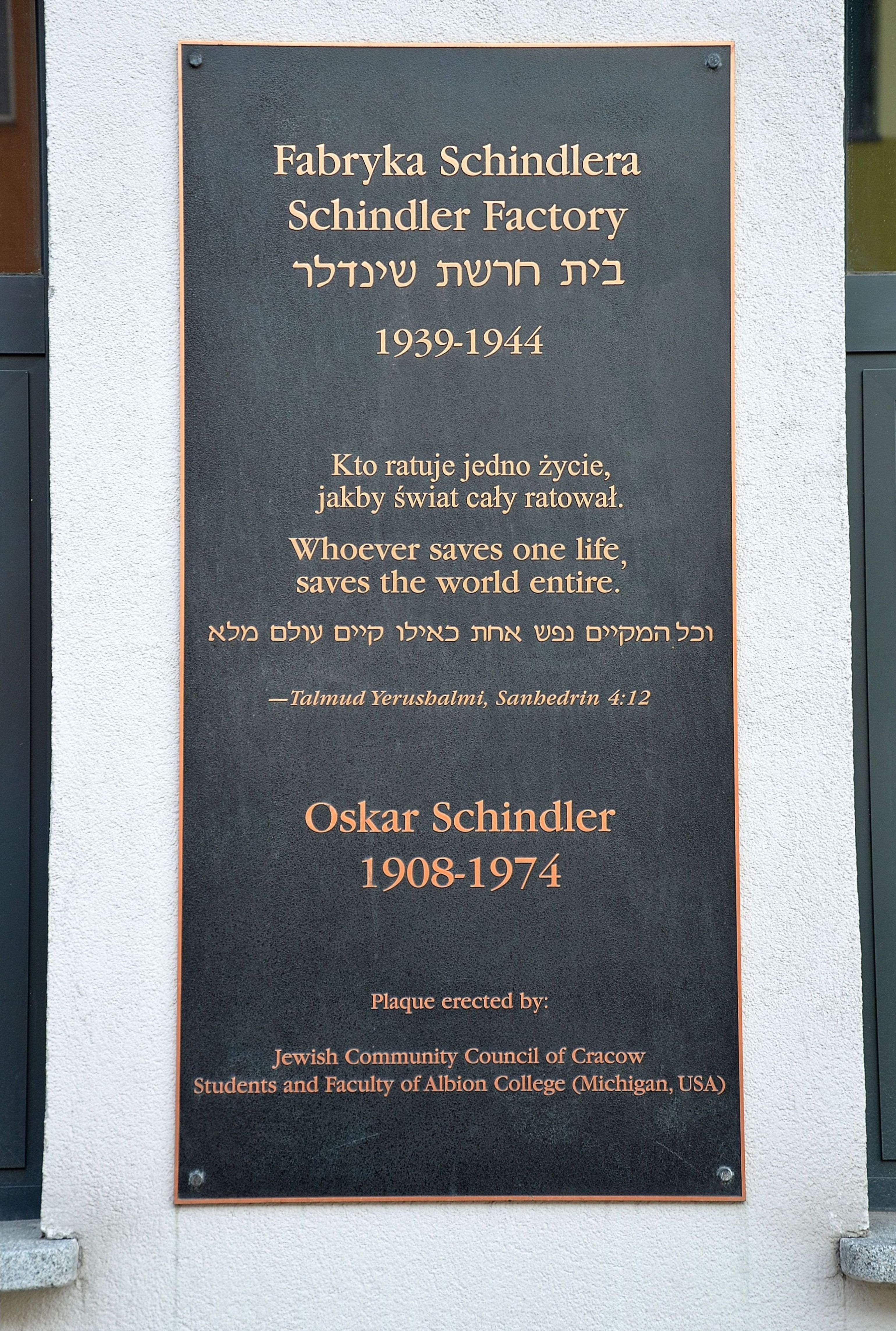
Placa conmemorativa de Schindler en la fábrica Emalia de Cracovia

Cuando la película se emitió en abierto en la televisión estadounidense en 1997, fue la primera en recibir la calificación de solo para mayores de 17 años, de acuerdo con una clasificación por edades que se había creado a inicios de ese mismo año. El congresista Tom Coburn dijo que, con la exhibición de la película, la cadena NBC había llevado la televisión «a una bajeza histórica, con desnudos completos frontales, violencia y profanaciones», añadiendo que era un insulto «para todas las personas decentes». Atacado tanto por republicanos como por demócratas, Coburn pidió disculpas diciendo: «Mis intenciones eran buenas, pero obviamente he cometido un error en la forma de decir lo que quería expresar». Aclaró su opinión afirmando que el filme debería haber sido emitido a una hora más tardía cuando no hubiera «gran cantidad de niños viéndola sin la supervisión de sus padres».
En Alemania también surgió la polémica en el estreno televisivo de la película de Spielberg en el canal ProSieben, pues la comunidad judía protestó porque se quería emitir con dos interrupciones publicitarias de 3-4 minutos cada una. Ignatz Bubis, presidente del Consejo Central de judíos de Alemania, dijo que «es problemático interrumpir una película como esta con anuncios». Una crítica similar fue vertida por Jerzy Kanal, presidente de la Comunidad Judía de Berlín. Por ello, la cadena se comprometió a reducir la inclusión de publicidad y fue obligada a acompañar la emisión con dos documentales, mostrando «las vidas diarias de los judíos en Hebrón y Nueva York antes del filme y los supervivientes del Holocausto después».
En Filipinas, la censora jefa Henrietta Mendez ordenó que para la exhibición en cines había que cortar tres escenas que mostraban relaciones sexuales y desnudos femeninos. Spielberg se negó a ello y por consiguiente a que la película llegara a los cines filipinos, algo que supuso que el senado del país demandara la abolición de la junta de censores. El propio presidente Fidel V. Ramos intervino para ordenar que el filme se exhibiera sin cortes para todos los mayores de quince años.
Según el cineasta eslovaco Juraj Herz, la escena en que un grupo de mujeres confunde las duchas con una cámara de gas está tomada directamente, plano por plano, de su película Zastihla mě noc (1986). Herz quiso demandar, pero no pudo sufragar el pleito.
La canción Yerushalayim Shel Zahav —Jerusalén de oro— se incluye en la banda sonora de la película y suena hacia el final de la misma. Esto causó cierta controversia en Israel porque la composición —escrita en 1967 por Naomi Shemer— es generalmente considerada un himno informal de la victoria israelí en la Guerra de los Seis Días. En las copias israelíes de la cinta, la canción fue sustituida por Halikha LeKesariya —Un paseo a Cesarea—, escrita por Hannah Szenes, poetisa y luchadora de la resistencia durante la Segunda Guerra Mundial.